# Edemar Vargas
Edemar Vargas (Tupanciretã, 12 de fevereiro de 1951) é um político brasileiro.

## Política
Foi eleito deputado estadual à Assembleia Legislativa do Rio Grande do Sul na 48ª legislatura (1991 — 1995), na 49ª legislatura (1995 — 1999), na 50ª legislatura (1999 — 2003) e na 51ª legislatura (2003 — 2007).